# Moisiejewka (obwód irkucki)
Moisiejewka (ros. Моисеевка) – wieś (sieło) w Rosji, w obwodzie irkuckim, w rejonie załarińskim. W 2010 liczyła 624 mieszkańców.